# Регби в Австрии

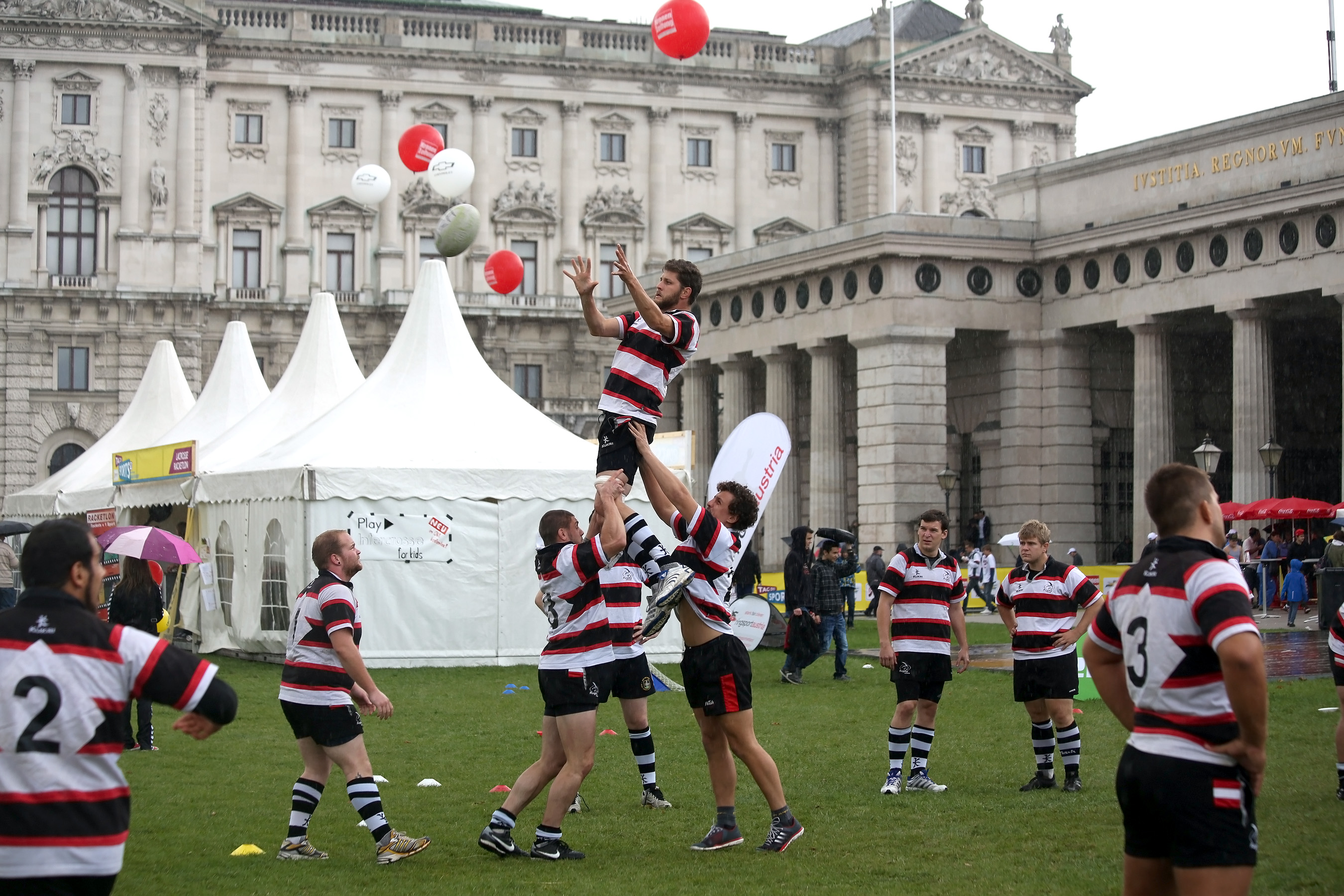
Вена, День спорта 2013: регбисты сборной Австрии

Регби в Австрии является малоразвитым спортом, проигрывающим по популярности футболу и лыжному спорту в стране. Регби появился в Австрии в начале XX века, по состоянию на 2013 год в стране было зарегистрировано всего 1345 игроков и 18 регбийных клубов. Руководство осуществляет Австрийская регбийная федерация, основанная в 1990 году и вступившая в IRB в 1992 году. Наиболее ярыми энтузиастами регби являются венские студенты.

## История
Корни австрийского регби уходят в начало XX века, когда игра попала в континентальную Европу с Британских островов. Его привезли в Австрию двое англичан, пытавших расширить число участников новой игры Считается, что первый матч по регби в Австрии состоялся 14 апреля 1912 года в венском квартале Хоэ-Варте. Развитие регби было заторможено мировыми войнами и политикой, и понадобилось около 60 лет, чтобы регби твёрдо закрепился в стране. Интерес к регби, однако, сохранялся и в межвоенные годы: в 1930 году матч двух французских клубов в Вене собрал около 10 тысяч зрителей.
В послевоенные годы матчи по регби проводили солдаты групп войск из оккупационных зон Австрии: в 1946 году в матчах участвовала сборная британского контингента, выступавшая в Вене. В одном из матчей между командами британского контингента в Вене и сборной войск Средиземноморского побережья участвовали шотландец Билл Макларен, игравший за «Хэвик» и прославившийся как спортивный комментатор, и англичанин Стэн Адкинс, выступавший за «Ковентри» и сборную Англии, а также имевший звание полковника Британской армии.
В 1960-е годы игрок клуба «Лондон Айриш» и известный композитор Спайк Хьюз написал очерк об австрийском регби, который стал предисловием к книге писателя-юмориста Майкла Грина «Искусство грубого регби». В очерке рассказывалось о том, как Хьюза привлекли к играм за сборную Австрии против Румынии, в том числе к матчу в Бухаресте, куда многие игроки добирались, будучи уставшими:

Я имею право утверждать, что мне выпала редкая возможность сыграть за сборную в «грубый регби». Однажды вечером я сидел в венском ночном клубе Moulin Rouge и думал о своём, когда какой-то англичанин из нашего посольства стал уговаривать меня сыграть завтра днём в регби. «Они против румын играют»,  — объяснил он. «Кто — они?» — спросил я. «Австрийцы», — сказали мне. Меня не вызвали, меня пригласили, если не умоляли сыграть. Группа студентов-медиков из ЮАР и ещё один или два человека из британского посольства решились (я так и не выяснил, почему) сыграть против румын три раза за последующие три дня [...] Каким-то образом в спортивной газете опубликовали счёт «Румыния — Австрия — 15:9» в разделе «Регби-футбол». Я прочитал утром газету, лёжа в кровати, поскольку на всю неделю лишился сил из-за невиданной жёсткости игры.
Оригинальный текст (англ.)I can claim the rare distinction of having played in a Coarse Rugby international... [Late] one night in the bar of a Viennese night club called the Moulin Rouge... I was sitting there, quietly minding my own business when a young Englishman from our own Legation pleaded with me to play rugby the following afternoon. They were playing the Rumanians, he explained. Who were 'They'? I asked. Austria, I was told... I wasn't being 'selected', I was being invited, if not actually begged to play. A group of South African medical students and one or two members of the British Legation had committed themselves (I have never discovered why) to play the Rumanians three times in three days [...] by some kind of bush telegraph the result—Rumania 15 points, Austria 9 points—appeared under the heading of 'Ruggby Fussball' in the sports pages of the following morning's papers which I read in bed, where I stayed, crippled by stiffness for the next week.

Старейшим официально действующим клубом является «Вена Селтик», основанный официально в 1978 году. В 1987 году появился клуб «Вена», в 1992 году — третья венская команда, «Лисе Франсез».
В 1990 году в Австрии была создана регулирующая этот вид спорта регбийная федерация, которая стала членом IRB в 1992 году. В последующие годы австрийцы проводили много матчей против соседей из Германии и Венгрии: матч 1992 года против венгров собрал аудиторию в 8 тысяч зрителей. Наиболее известным энтузиастом 1990-х, ратовавшим за развитие регби в Австрии, стал бывший игрок и капитан сборной Италии Джанкарло Тицанини, который до своей смерти в 1994 году пытался убедить создать аналог западного Кубка пяти наций, где играли бы Австрия, Босния и Герцеговина, Венгрия, Словения и Хорватия.
В 2008 году сборная Австрии впервые сыграла на серьёзном уровне в Кубке европейских наций, что стало очередным толчком для развития спорта по всей стране.

## Турниры
Чемпионат Австрии по регби (1-я Австрийская Бундеслига) разыгрывается с сезона 1992/1993 года, в турнире участвуют 15 команд. Также проводится юниорское первенство с 5 командами и женское с 7 клубами. В сезоне 2014/2015 было объявлено о старте Альпийского чемпионата регби с участием 20 клубов из Австрии (13 команд), Словении (4 команды), Венгрии, Словакии и Чехии (по 1 команде).